# Hintsa FC
Hintsa là một đội bóng đá Eritrea chơi ở Giải hạng hai Eritrea, giải bóng đá lớn thứ hai ở quốc gia châu Phi này.

## Lịch sử
Đội bóng được thành lập tại thủ đô Asmara và là một đội đã giành được danh hiệu Eritrea First Division 1 lần.
Trên bình diện quốc tế, đội bóng đã tham gia 2 giải đấu lục địa, nơi họ đã không vượt qua vòng sơ khảo.
Đội đã giảm thứ hạng trong mùa giải 2004-05 vì xếp hạng cuối cùng trong số 10 đội, và rơi xuống Giải hạng hai Eritrea.

## Danh dự
- Giải ngoại hạng Eritrea: 1 lần

2001

## Tham gia các cuộc thi củaCAF
| Mùa  | Giải đấu         | Vòng    | Câu lạc bộ                               | Sân nhà | Sân khách | Tổng cộng |
| ---- | ---------------- | ------- | ---------------------------------------- | ------- | --------- | --------- |
| 1999 | Cúp châu Phi     | Sơ loại | liên_kết=\|viền\| Cờ Ma-rốc Bata Bullets | 1-0     | 2-4       | 3-4       |
| 2002 | Giải vô địch CAF | Sơ loại | liên_kết=\|viền\| Cờ Rwanda APR FC       | 1-0     | 0-4       | 1-4       |